# Колюды (Кормянский район)
Колюды (бел. Калюды) — деревня в Коротьковском сельсовете Кормянского района Гомельской области Беларуси.
На завпаде и юге граничит с лесом. На юге и западе Струменский ботанический заказник.

## География

### Расположение
В 18 км на северо-восток от Кормы, в 73 км от железнодорожной станции Рогачёв (на линии Могилёв — Жлобин), в 128 км от Гомеля.

### Гидрография
На реке Кляпинка (приток реки Сож).

## Транспортная сеть
Транспортные связи по просёлочной, затем автомобильной дороге Корма — Кляпинская Буда. Застройка деревянная усадебного типа.

## История
Согласно письменным источникам известна с начала XVIII века как селение в Речицком повете Минского воеводства Великого княжества Литовского. Согласно инвентаря Чечерского староства в 1704 года 7 дымов, в 1726 году 9 дымов. Согласно описи Чечерского староства 1765 года 26 дымов владение помещика Малиновского.
После 1-го раздела Речи Посполитой (1772 год) в составе Российской империи. Согласно ревизии 1859 года в Чечерском поместью графа И. И. Чернышова-Кругликова. С 1880-х годов работал хлебозапасный магазин, в Рогачёвском уезде Могилёвской губернии. В 1930 году организован колхоз «Ударник Октября», работала кузница. Согласно переписи 1959 года в составе подсобного хозяйства райсельхозхимии «Волынцы» (центр — деревня Волынцы).
До 31 октября 2006 года в составе Волынецкого сельсовета.

## Население

### Численность
- 2004 год — 1 хозяйство, 2 жителя.

### Динамика
- 1704 год — 7 дымов.
- 1726 год — 9 дымов.
- 1765 год — 26 дымов.
- 1940 год — 30 дворов.
- 1959 год — 302 жителя (согласно переписи).
- 2004 год — 1 хозяйство, 2 жителя.